# Tom Wlaschiha

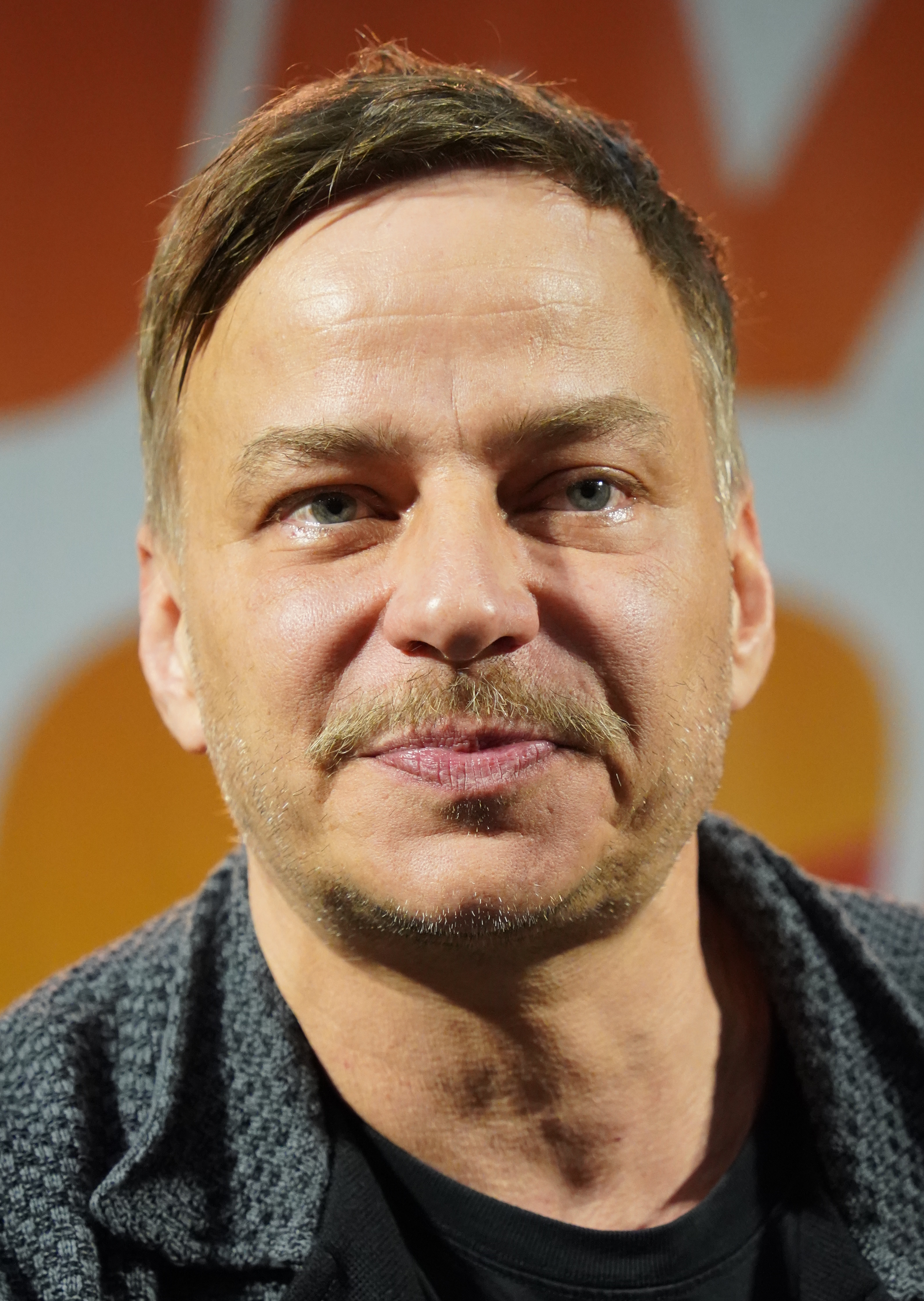
Tom Wlaschiha (2023)

Thomas „Tom“ Wlaschiha (* 20. Juni 1973 in Dohna) ist ein deutscher Schauspieler und Synchronsprecher. International bekannt wurde er durch die Rollen des Jaqen H’ghar in der Fernsehserie Game of Thrones sowie des Dmitri Antonov in Stranger Things.

## Leben
Wlaschiha wuchs in Neustadt in Sachsen auf. Nach dem Fall der Mauer verbrachte er ein Schuljahr in den Vereinigten Staaten. Nach dem Abitur absolvierte er von 1992 bis 1996 ein Schauspielstudium an der Hochschule für Musik und Theater „Felix Mendelssohn Bartholdy“ in Leipzig.
Während eines Engagements von 1996 bis 1999 am Theater Junge Generation in Dresden spielte er in dem Fernsehfilm Ich wünsche dir Liebe (1999) von Regisseur Wiktor Grodecki mit. In der Fernsehserie Die Rettungsflieger hatte er die Rolle des Rettungsassistenten Torsten Biedenstedt. Im Jahr 2000 spielte er in einer Folge der ARD-Fernsehreihe Tatort mit. In der Komödie Verliebte Jungs bekam er 2001 die Hauptrolle des Studenten Oliver. Es folgten diverse Gastauftritte in Fernsehserien wie Die Sitte und Küstenwache. Im ZDF-Zweiteiler Die Gustloff von 2007 spielte er einen Bootsmann. 2009 stand Wlaschiha in Ludwigsburg für die ARD-Serie Eine für alle – Frauen können’s besser als Sebastian Vollenbrinck vor der Kamera.
Nach Nebenrollen in verschiedenen internationalen Produktionen, so in Duell – Enemy at the Gates (2001), München (2005), Operation Walküre – Das Stauffenberg Attentat (2008) und Anonymus (2011), folgte 2011 eine Hauptrolle im britischen Spielfilm Resistance von Amit Gupta. 2012 spielte er in der HBO-Fernsehserie Game of Thrones die Rolle des Jaqen H’ghar. 2015 kehrte er in diese Rolle zurück und gehörte zwei Staffeln lang der Hauptbesetzung an.

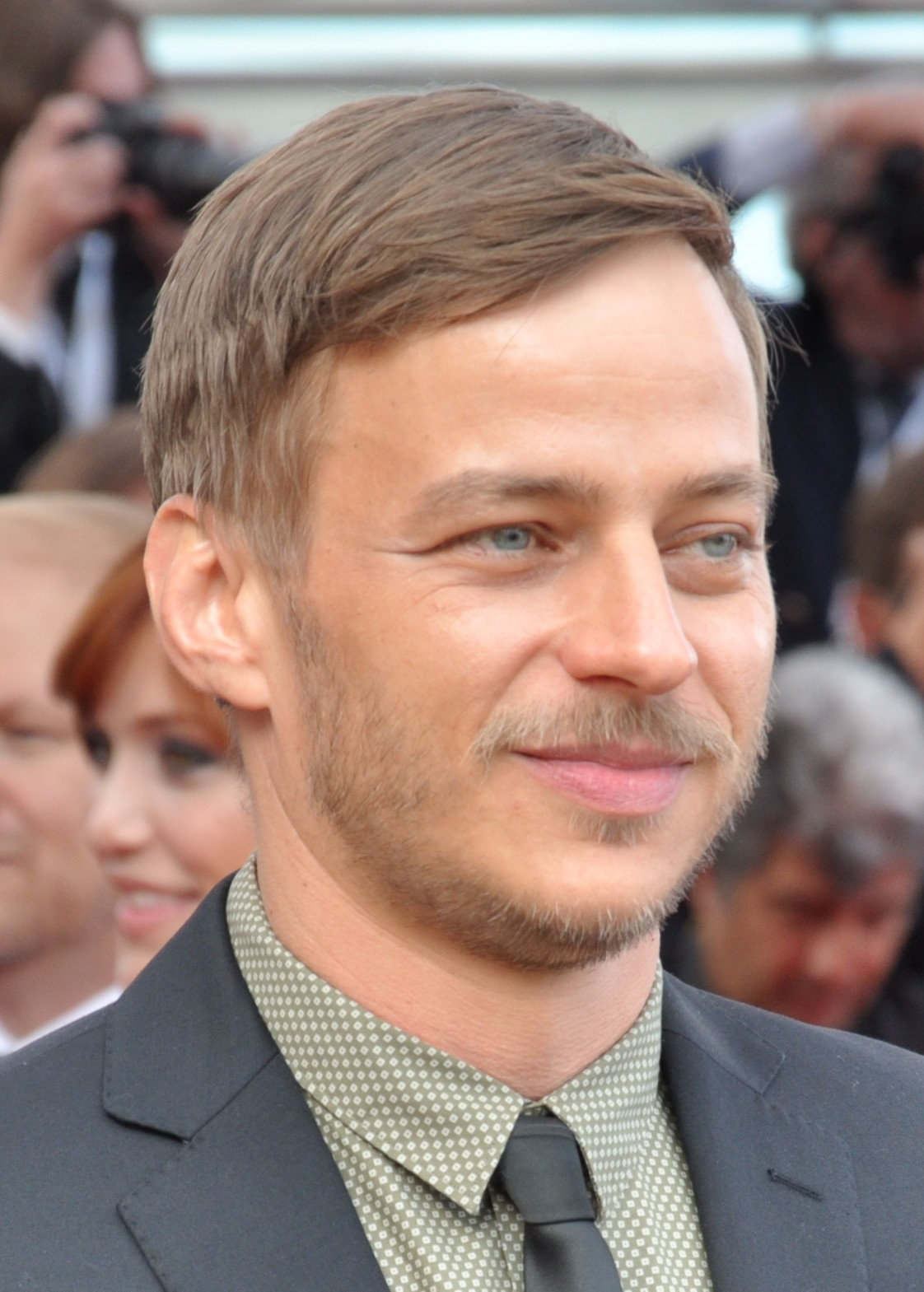
Tom Wlaschiha (2013)

Ab Juni 2013 war er in der international koproduzierten Krimiserie Crossing Lines zu sehen, in der er den deutschen Kommissar Sebastian Berger spielt. Von 2018 bis 2022 war er in der Fernsehserie Das Boot zu sehen. 2019 war er als Auftragsmörder Max Schenkel der Antagonist von Tom Clancy’s Jack Ryan in Staffel 2 zu sehen. 2022 wirkte Wlaschiha in der vierten Staffel der Serie Stranger Things in einer größeren Nebenrolle als russischer Gefängniswärter Dmitri Antonov mit.
Wlaschiha spielt auch Theater, meist in Klassikern von Schiller, Shakespeare und Tschechow in Dresden, Berlin, Zürich und Frankfurt am Main. Er ist zudem Sprecher für Hörspiele und in der Werbung. Er spricht Deutsch, Englisch und Russisch. Sein Onkel war der Bariton Ekkehard Wlaschiha.

## Filmografie (Auswahl)
- 1995: Stubbe – Von Fall zu Fall (Fernsehserie, Folge Stubbes Erbschaft)
- 1996: Max Wolkenstein (Fernsehserie, Folge 1x05)
- 1997: Mama ist unmöglich (Fernsehserie, Folge 1x07)
- 1998: Der Fahnder (Fernsehserie, Folge 8x05)
- 1999: Ich wünsch dir Liebe (Fernsehfilm)
- 2000: No one sleeps
- 2000: Tatort – Das letzte Rodeo (Fernsehfilm)
- 2000: Duell – Enemy at the Gates (Enemy at the Gates)
- 2000–2004: Die Rettungsflieger (Fernsehserie, 12 Folgen)
- 2001: Verliebte Jungs (Fernsehfilm)
- 2002: Die Sitte (Fernsehserie, Folge 1x02)
- 2002: Küstenwache (Fernsehserie, Folge 6x12)
- 2002: Im Namen des Gesetzes (Fernsehserie, Folge 8x08)
- 2002: Die Nacht, in der ganz ehrlich überhaupt niemand Sex hatte (Fernsehfilm)
- 2003: Fast perfekt verlobt (Fernsehfilm)
- 2003: Ein Fall für zwei (Fernsehserie)
- 2003: Pura Vida Ibiza
- 2004: Bergkristall
- 2004: Die Stunde der Offiziere
- 2004–2012: In aller Freundschaft (Fernsehserie, 4 Folgen)
- 2005: München (Munich)
- 2006: Unter den Linden – Das Haus Gravenhorst (Fernsehserie, 13 Folgen)
- 2006: Die Wolke
- 2006: Zwei Engel für Amor (Fernsehserie, 3 Folgen)
- 2006: 16 Blocks
- 2007: My Little Boy (Kurzfilm)
- 2007: GSG 9 – Ihr Einsatz ist ihr Leben (Fernsehserie, Folge 1x09)
- 2007: Alarm für Cobra 11 – Die Autobahnpolizei (Fernsehserie, Folge 11x14)
- 2008: Die Gustloff (Fernsehfilm)
- 2008: Spoons (Fernsehserie, 8 Folgen)
- 2008: Wiedersehen mit Brideshead (Brideshead Revisited)
- 2008: Krabat
- 2008: Operation Walküre – Das Stauffenberg-Attentat (Valkyrie)
- 2008: Die Patin – Kein Weg zurück
- 2009: Wilsberg: Der Mann am Fenster
- 2009: Eine für alle – Frauen können’s besser (Fernsehserie, 99 Folgen)
- 2010: Der letzte Bulle (Fernsehserie) – Folge: Überlebenstraining
- 2010: The Sarah Jane Adventures (Fernsehserie, Folgen 4x09–4x10)
- 2010: Christopher und Heinz – Eine Liebe in Berlin (Christopher and His Kind)
- 2011: Stilles Tal
- 2011: Anonymus (Anonymous)
- 2011: Resistance
- 2012, 2015–2016: Game of Thrones (Fernsehserie, 17 Folgen)
- 2012: Frisch gepresst
- 2012: Mann kann, Frau erst recht (Fernsehfilm)
- 2012: SOKO Leipzig – Der Junggesellinnenabschied (Fernsehfilm)
- 2013: Agatha Christie’s Poirot (Fernsehserie, Folge 13x04)
- 2013: Ohne Gnade!
- 2013: Rush – Alles für den Sieg (Rush)
- 2013–2015: Crossing Lines (Fernsehserie, 34 Folgen)
- 2014: Mr. Turner – Meister des Lichts (Mr. Turner)
- 2015: Tatort – Borowski und die Kinder von Gaarden (Fernsehfilm)
- 2015: Arlo & Spot (The Good Dinosaur, Stimme von Forrest Woodbush)
- 2017: Eltern und andere Wahrheiten (Fernsehfilm)
- 2017: Berlin Falling
- 2017: Dengler – Die schützende Hand (Fernsehfilm)
- 2017: Kommissar Maigret: Die Nacht an der Kreuzung
- 2017: Schuld (Fernsehserie, Folge 2x02: Anatomie)
- 2018–2022: Das Boot (Fernsehserie)
- 2019: Saturday Fiction (蘭心大劇院 Lán xīn dà jùyuàn)
- 2019: Cecelia Ahern – In deinem Leben (Thanks for the Memories, Fernsehfilm)
- 2019: Tom Clancy’s Jack Ryan (Fernsehserie)
- 2020: Die unglaubliche Geschichte der Roseninsel (L’incredibile storia dell’Isola delle Rose)
- 2022: Stranger Things (Fernsehserie)
- 2022: Das Netz – Prometheus (Fernsehserie)
- 2022: Last Light – Wenn die Welt dunkel wird (Last Light, Miniserie, 4 Folgen)
- 2022: Lightyear (Synchronstimme von Buzz Lightyear)
- 2024: Die Ermittlung

## Theater
- 1999: Drei Schwestern, Theater Junge Generation Dresden
- 2000: Faust ist tot, Theater in der Fabrik, Dresden
- 2001: Engel der Tankstelle, Volksbühne Berlin
- 2001: Tartuffe (Molière), Mecklenburgisches Staatstheater Schwerin
- 2002: Klinik, Schauspielhaus Zürich
- 2002: Heinrich VI., Schauspielhaus Zürich
- 2003: Maria Magdalena, Schauspiel Frankfurt
- 2004: 231, East 47th Street, Sophiensaele Berlin
- 2005: Das ist mein Bett (Franckh), Wechselbad Dresden
- 2005: Der Freigeist (Schmitt), Wechselbad Dresden
- 2007: Frühling (Franz Lehár), Volksbühne Berlin